# Zemplínska Široká
Zemplínska Široká – wieś (obec) na Słowacji położona w kraju koszyckim, w powiecie Michalovce. Pierwsze wzmianki o miejscowości pochodzą z roku 1266. 
Według danych z dnia 31 grudnia 2012, wieś zamieszkiwały 954 osoby, w tym 489 kobiet i 465 mężczyzn.
W 2001 roku rozkład populacji względem narodowości i przynależności etnicznej wyglądał następująco:
- Słowacy – 96,15%
- Czesi – 0,11%
- Romowie – 0,9%
- Rusini – 0,23%
- Ukraińcy – 0,11%
- Węgrzy – 0,23%

Ze względu na wyznawaną religię struktura mieszkańców kształtowała się w 2001 roku następująco:
- Katolicy rzymscy – 32,13%
- Grekokatolicy – 34,84%
- Ewangelicy – 0,79%
- Prawosławni – 21,95%
- Ateiści – 1,13%
- Nie podano – 2,49%